# Bolívar (serie de televisión)
Bolívar es una serie de televisión colombo-venezolana escrita por Juana Uribe y producida por Asier Aguilar para Caracol Televisión y Netflix en el 2019. Está basada en la vida del venezolano Simón Bolívar, Protagonizada por Luis Gerónimo Abreu y José Ramón Barreto. se subió a la plataforma de streaming de Netflix el 21 de junio de 2019 y se estrenó oficialmente el 18 de septiembre de 2019 en Caracol Televisión.

## Reparto
- Luis Gerónimo Abreu como Simón Bolívar adulto
  - José Ramón Barreto como Simón Bolívar joven
  - Maximiliano Gómez como Simón Bolívar niño
- Shany Nadan como Manuela Sáenz adulta
  - María José Vargas como Manuela Sáenz joven
  - Isabella Sierra como Manuela Sáenz niña
- Sergio Borrero como Guerrero
- Fernando Campo Curbera como Simón Sáenz (Padre de Manuela Sáenz)
- Patricia Tamayo como Juana del Campo (Madrastra de Manuela Sáenz)
- Guillermo Blanco como José María Sáenz (Hermano de Manuela)
- Irene Esser como María Teresa Rodríguez del Toro y Alayza (esposa de Bolívar)
- Hans Martínez como Francisco de Paula Santander adulto
  - David Velásquez como Francisco de Paula Santander joven
- Ed Hughes como Daniel Florencio O'Leary
- Juan Fernando Sánchez como José María Córdova
- Julián Trujillo como Antonio José de Sucre
- Carlos Torres como Don Lorenzo
- Carlos Aguilar como teniente coronel José María Barreiro
- Nohely Arteaga como María de la Concepción Palacios y Blanco (madre de Bolívar)
- Mauro Donetti como Feliciano Palacios de Aguirre y Ariztía-Sojo y Gil de Arratia (abuelo de Bolívar)
- José Daniel Cristancho como Fernando Simón Bolívar Tinoco (sobrino de Bolívar)
- Bárbara Perea como Hipólita Bolívar
- Ana Harlem como Matea Bolívar
- Eileen Moreno como Josefa María Tinoco
- María del Rosario Barreto como Adela
- Jefferson Quiñones como Dionisio Bolívar (Adulto)- Hermano del corazón de Simón Bolívar
  - Alfonso Murillo Lora como Dionisio Bolívar (Niño)- Hermano del corazón de Simón Bolívar
- Margoth Velásquez como Tomasa (madre de Matea Bolívar)
- Adrián Makala como José Palacios (Mayordomo de Bolívar)
- Carlos Gutiérrez como Joaquín Montesinos
- Álvaro Bayona como Carlos Palacios (tío de Bolívar)
- Ernesto Benjumea como Simón Rodríguez (profesor de Bolívar)
- Quique Mendoza como Esteban Palacios (tío de Bolívar)
- Bernardo García como Pedro Palacios
- Manuel Navarro como el Marqués de Uztáriz
- Nicolás Prieto como Andrés Bello
- Jhon Guitian como Fernando Rodríguez del Toro
- Michelle Rouillard como Fanny du Villars (prima segunda de Bolívar)
- Manuel José Chaves como Julio Herrera
- Mauricio Mejía como Juan José Rondón
- Félix Antequera como Francisco de Miranda
- José María Galeano como Felipe Martínez y Aragón
- Brenda Hanst como Julia Corbier
- Noelle Schonwald como Manuela Espejo
- Amparo Conde como Blanca
- Jaime Correa como Soldado Humberto López
- Andrea Gómez como Marcela
- Constanza Gutiérrez como Dolores
- Mary Herrera como Emelina.
- Alina Lozano
- Nikolás Rincón como Rafael Moran
- Cecilia Navia como la señora Cortazar
- Gonzalo Vivanco como Mateo Cortazar
- Gustavo Angarita Jr. como José Tomás Boves
- Leónidas Urbina como José Antonio Páez
- Álvaro Benet como Pablo Morillo
- Tim Janssen como James Thorne (esposo de Manuelita)
- Rosmeri Marval como María Antonia Bolívar
- Laura Layton como Juana Bolívar Palacios joven
- Isabela Córdoba Torres como Juana Bolívar Palacios adulta
- Brayan Ruiz como Juan Vicente Bolívar joven
- Ricardo Mejía como Juan Vicente Bolívar adulto
- Laura Perico como Elsa Gonzales
- Erick Rodríguez como Pablo Clemente Palacios
- Juan Carlos Ortega como Coronel James Rooke
- Abril Schreiber como Josefina "Pepita" Machado
- Daniel Maldonado como Juan José Reyes Patria
- Juliette Pardau como Feliza Mora
- Juan Ángel como Bernardo Rodríguez del Toro y Ascanio (Suegro de Bolívar)
- Luigi Aycardi como General José de la Mar
- Laura González Ospina como Rosa Campuzano
- Kepa Amuchastegui como Gervasio Sánchez de Luna
- Jorge Melo como Coronel José Bustamante
- Mario Duarte como Francisco Rodríguez del Toro
- Eduardo Salas como Antonio Ricaurte
- Julieth Arrieta como Jonatás
- Carlos Kajú como Pedro Pascasio Martínez
- Susana Rojas como Rocío
- Rodolfo Silva como Pedro Saldarriaga
- María Cecilia Sánchez como Bertha
- Lucho Velasco como Rodolfo
- Pedro Roda como Diego Aponte
- Mauricio Mauad como José de San Martín
- Natasha Klauss como Emma
- Katherine Porto como Nicolasa Ibáñez
- Elizabeth Minotta como Bernardina Ibáñez
- Oscar Salazar como Vicente Azuero
- David Silva Prada como Florentino González
- Sebastian Awazacko como Luis Vargas Tejada
- Adelaida Buscató como Lucia
- Rita Bendek como Madame Rocha
- Toto Vega como Fernando Sotomayor
- Jorge López como Antonio Nariño
- Alejandro Martínez como José Antonio Caro
- Javier Delgiudice como José Bernardo de Tagle (El Marquéz de Torre Tagle)
- Jairo Ordóñez como Pedro Pablo Espitia (Sereno)
- Tatiana Ariza como María Luisa (Interés amoroso de Simón Rodríguez)
- Olga Hueso como María Luisa de Parma (Reina consorte de España)

## Producción

### Casting
El 7 de marzo de 2018, José Ramón Barreto e Irene Esser fueron confirmados como protagonistas de la primera parte de la historia. Luis Gerónimo Abreu también fue confirmado como Simón Bolívar.

### Ubicación
El rodaje de la serie comenzó en marzo de 2018 en Cartagena. La serie se filmó en Colombia y en ciudades como Villa de Leyva, Monguí, Cali, Popayán, Tunja, Barichara, el parque natural Nacional Los Nevados, El Páramo de Oceta y los Llanos Orientales de Colombia. En mayo de 2018, la producción se trasladó a Toledo, España, y con la ayuda de Galdo Media rodaron algunas escenas en la finca de Lavaderos de Rojas. La serie también se rodó entre la frontera de Venezuela y Colombia.

## Recepción
La historiadora venezolana Inés Quintero cuestionó la veracidad histórica de la serie y señaló múltiples inexactitudes, como el hecho de que Pablo Clemente y Palacios (el tío de Bolívar) fuese un discapacitado intelectual, que Josefa Tinoco (la mujer de su hermano Juan Vicente) fuese la hija del capataz de la hacienda San Mateo, o que toda la familia viviese junta en la hacienda. Quintero también criticó la simplificación histórica, incluyendo la representación de los españoles como los principales villanos o de aquella de Francisco de Miranda como un traidor de la causa independentista.

## Premios y nominaciones

### Produ Awards
| Año  | Categoría                    | Nominado(a)                                        | Resultado |
| ---- | ---------------------------- | -------------------------------------------------- | --------- |
| 2019 | Mejor Súper Serie            | Mejor Súper Serie                                  | Ganadora  |
| 2019 | Mejor Productor              | Asier Aguilar                                      | Nominado  |
| 2019 | Mejor Escritora              | Juana Uribe                                        | Ganadora  |
| 2019 | Mejor Showrunner             | Juana Uribe                                        | Nominada  |
| 2019 | Mejor Director               | Luis Alberto Restrepo, Andrés Beltrán y Jaime Rayo | Nominado  |
| 2019 | Mejor Actor Principal        | Luis Gerónimo Abreu                                | Nominado  |
| 2019 | Mejor Actriz de Reparto      | Irene Esser                                        | Ganadora  |
| 2019 | Mejor Actor Revelación       | Maximiliano Gómez                                  | Nominado  |
| 2019 | Mejor Director de Fotografía | Ricardo Torres y Juan Carlos Cajiao                | Nominados |
| 2019 | Mejor Compositor musical     | Jox                                                | Nominado  |
| 2019 | Mejor Apertura de Programa   | Mejor Apertura de Programa                         | Nominado  |

### Premios India Catalina
| Año  | Categoría                                                   | Nominado(a)                                       | Resultado |
| ---- | ----------------------------------------------------------- | ------------------------------------------------- | --------- |
| 2020 | Mejor telenovela o serie                                    | Mejor telenovela o serie                          | Ganadora  |
| 2020 | Mejor producción favorita del público                       | Mejor producción favorita del público             | Nominada  |
| 2020 | Mejor actriz protagónica de telenovela o serie              | Shany Nadan                                       | Nominada  |
| 2020 | Mejor actor protagónico de telenovela o serie               | Luis Gerónimo Abreu                               | Nominado  |
| 2020 | Mejor actor antagónico de telenovela o serie                | Álvaro Bayona                                     | Nominado  |
| 2020 | Mejor actriz de reparto de telenovela o serie               | Irene Esser                                       | Nominada  |
| 2020 | Mejor actor de reparto de telenovela o serie                | Hans Martínez                                     | Nominado  |
| 2020 | Mejor director de telenovela o serie                        | Luis Alberto Restrepo, Andrés Beltrán, Jaime Rayo | Ganadores |
| 2020 | Mejor libreto de telenovela o serie (original o adaptación) | Juana Uribe                                       | Ganadora  |
| 2020 | Mejor director de música                                    | José Ricardo Torres                               | Ganador   |
| 2020 | Mejor director de arte                                      | Diego Guarnizo, Germán Lizarralde                 | Ganadores |
| 2020 | Mejor fotógrafo                                             | Ricardo Torres, Juan Carlos Cajiao                | Ganadores |
| 2020 | Mejor editor                                                | Fabián Rodríguez                                  | Ganador   |

### Otros premios
- Festival de Cine y Televisión Cana Dorada a Mejor Serie Latina del año.[6]
- Seoul Drama Awards a Mejor Serial Drama.[7]